# 朱讓杝
汶川长子朱让杝（1510年—1560年），明朝汶川恭僖王朱宾沙庶长子。
嘉靖三十年（1551年），朱让杝受封汶川长子。嘉靖三十九年（1560年），朱让杝去世。嘉靖四十年（1561年），朱宾沙去世。嘉靖四十五年（1566年）四月，朱让杝的庶长子朱承烱受册袭封为汶川王。朱让杝没有追封为王的记载。